# Kostel svatého Antonína Poustevníka (Slezské Předměstí)
Kostel svatého Antonína Poustevníka na Slezském Předměstí v Hradci Králové byl původně gotický chrám, v rozmezí let 1705–1726 zbarokizovaný. Na jeho dostavbě se kolem roku 1719 podílel Jan Blažej Santini-Aichel, jehož účast je archivně doložena. Zbořen byl v roce 1766 při stavbě královéhradecké pevnosti a byl nahrazen kostelem stejného zasvěcení v Novém Hradci Králové.

## Gotická fáze
Původní gotický kostel sv. Antonína Poustevníka se špitálem, fundovaný městskou správou v roce 1379, stával na předměstí za Mýtskou bránou. Areál se rozprostíral na pravém břehu starého koryta Orlice, tedy v dnešním prostoru východně od evangelického kostela a jeho nejbližšího okolí, mezi ulicemi Hradební, jižním ramenem ulice U Kavalírů a Nezvalovou. Situace kolem kostela byla archeologicky zjištěna při odkrytí části hřbitova v průběhu bourání pevnostních hradeb roku 1905.
Stavba prošla řadou poškození a oprav. Po požáru v roce 1441 se stal obnovený špitální kostel farním pro Mýtské (Slezské) předměstí. Zkázu svatyni přinesla třicetiletá válka, během níž byl kostel sv. Antonína v letech 1639–1640 a 1645 pobořen švédským vojskem. Jeho podobu z roku 1638 nese veduta města malovaná olejovými barvami na dřevěnou desku varhan katedrály sv. Ducha. Při nevelké gotické stavbě bez věže, opatřené opěrnými pilíři a polygonálním závěrem, stojí nízká budova špitálu.

## Barokní přestavba
Se znovuvybudováním kostela sv. Antonína Poustevníka, který ležel až do roku 1705 zapomenut v ruinách, započala královéhradecká městská rada. Za episkopátu biskupa Tobiáše Jana Beckera (1701–1710) však obnova probíhala patrně liknavě, neboť položení základů barokní stavby bývá spojováno až s nástupem Jana Adama Vratislava hraběte z Mitrovic v biskupský úřad (1711–1721). Nicméně ještě v roce 1716 je na Slezském předměstí připomínána kaple pouze částečně obnovená, na jejíž stavbě se nadále nepracovalo.
Stavebník hradeckého vrcholného baroka Vratislav z Mitrovic spolupracoval zhruba od poloviny 2. desetiletí 18. století s architektem Janem Blažejem Santinim-Aichlem, jenž se dílčím způsobem zúčastnil také projektování kostela sv. Antonína. Konkrétně je jeho podíl spojen s realizací věže nad sakristií v roce 1719. Přestože je Santinimu v první písemné zprávě o barokní novostavbě připsán pouze návrh věže, Ivo Kořán připustil, že byl velmi pravděpodobně autorem celého špitálního areálu. Uvedl, že kostel byl vybudován na křížovém půdoryse s redukovanou hloubkou ramen příčné lodi v přímé návaznosti na kompozici interiéru seminárního kostela sv. Jana Nepomuckého v Hradci Králové (1714–1721), který však není Santiniho dílem. Akceptovatelná je představa Mojmíra Horyny, jenž Santiniho projekční činnost spojuje pouze s návrhy dokončovacích prací, včetně stavby věže. Výzdoba interiéru kostela, na niž se podíleli Jan Pavel Čechpauer, Ondřej Decker a Petr Brandl, se protáhla až do roku 1726.

## Zánik kostela
Podobu kostela sv. Antonína Poustevníka v době před slezskými válkami o tzv. rakouské dědictví ve 40. letech 18. století neúplně zobrazuje zachovaná lavírovaná perokresba Hradce Králové od Fridricha Bernharda Wernera. Ve zkratce je patrná jasně vystupující vysoká věž s cibulovitou bání, za kterou je zachyceno průčelí s částí hlavní lodi. O osudu barokní stavby, jež byla v závěru sedmileté války (1756–1763) poškozena a následně opravena, rozhodl 17. února 1766 podplukovník Václav Pavlovský z Rosenfeldu, pověřený Josefem II. řízením stavby královéhradecké bastionové pevnosti. Demolice kostela sv. Antonína započala 5. května 1766. V souvislosti s odsunem značné části obyvatelstva Slezského předměstí na Nový Hradec Králové byly 17. října 1769 položeny základy nového barokně-klasicizujícího kostela na dnešním Svatováclavském náměstí. Patrocinium novohradecké stavby, realizované na náklady eráru do roku 1772 podle plánů Františka Kermera, odkazuje k oltáři sv. Antonína Poustevníka.

### Související stránky
- Zaniklé stavby v Hradci Králové